# 横町 (弘前市)
横町（よこまち）は、青森県弘前市の大字で、旧中津軽郡岩木町の大字。郵便番号は036-1311。

## 地理
北西は蒔苗、東は土堂、南は高屋、西は八幡に接する。

## 沿革
- 1889年（明治22年） - 横町村（よこまちむら）から大浦村の大字になる。
- 1891年（明治24年） - 当時の記録では人口53、戸数7、厩2であった。
- 1961年（昭和36年） - 岩木町大字横町になる。
- 2006年（平成18年） - 弘前市への合併とともに弘前市の大字になる。

## 世帯数と人口
2017年（平成29年）6月1日現在の世帯数と人口は以下の通りである。
| 大字             | 世帯数 | 人口 |
| ---------------- | ------ | ---- |
| 横町（小字全域） | 32世帯 | 81人 |

## 施設

### 工業
- 建具工芸齋藤

## 小・中学校の学区
市立小・中学校に通う場合、学区は以下の通りとなる。
| 大字 | 番地 | 小学校             | 中学校             |
| ---- | ---- | ------------------ | ------------------ |
| 横町 | 全域 | 弘前市立岩木小学校 | 弘前市立津軽中学校 |

## 交通
- 弘南バス

元薬師堂（弘前バスターミナル - 船沢・船沢 - 聖愛高校線）停留所。